# 蒙巴萨总站
蒙巴萨总站（英語：Mombasa Terminus）是蒙巴萨境内蒙巴萨－内罗毕标准轨铁路上的一座火车站，位于Miritini郊区。车站大楼的建筑由代表海洋涟漪的同心圆和中央塔楼组成。
该站每日发送一列站站停县际旅客列车和一列开往内罗毕总站的特快直达旅客列车。